# Peter Rösch
Peter Rösch, né le 15 septembre 1930 à Bienne et décédé le 12 janvier 2006 à Lausanne, est un footballeur suisse. 

## Biographie

### Joueur
Cet international (1955-1962, 5 sélections) joua en club pour les Young Boys Berne, le Servette FC et le FC Sion.

### Entraîneur
- FC Sion (1968-1970)
- FC Martigny
- FC Épalinges (1984 et 1988)